# Childe Haroldova pouť
Childe Haroldova pouť (1812–1818, Childe Harold's Pilgrimage) je romantický, tzv. moderní epos anglického básníka lorda Georga Gordona Byrona o čtyřech zpěvech, ve kterém lyrický hrdina Childe Harold, mladý anglický šlechtic, který je natolik nespokojený s poměry ve své vlasti (pokrytectví, rozmařilost, nespravedlnost, sociální bída) a tak znechucený svým přepychovým, ale prázdným osobním životem, že se rozhodne pro pouť Evropou, na které vyjadřuje svůj vzdor a protest proti nesvobodě a tyranii. Childe Haroldem vytvořil Byron tzv. byronského hrdinu, který se následně objevoval v mnoha dílech evropského romantismu.

## Vznik a charakteristika eposu

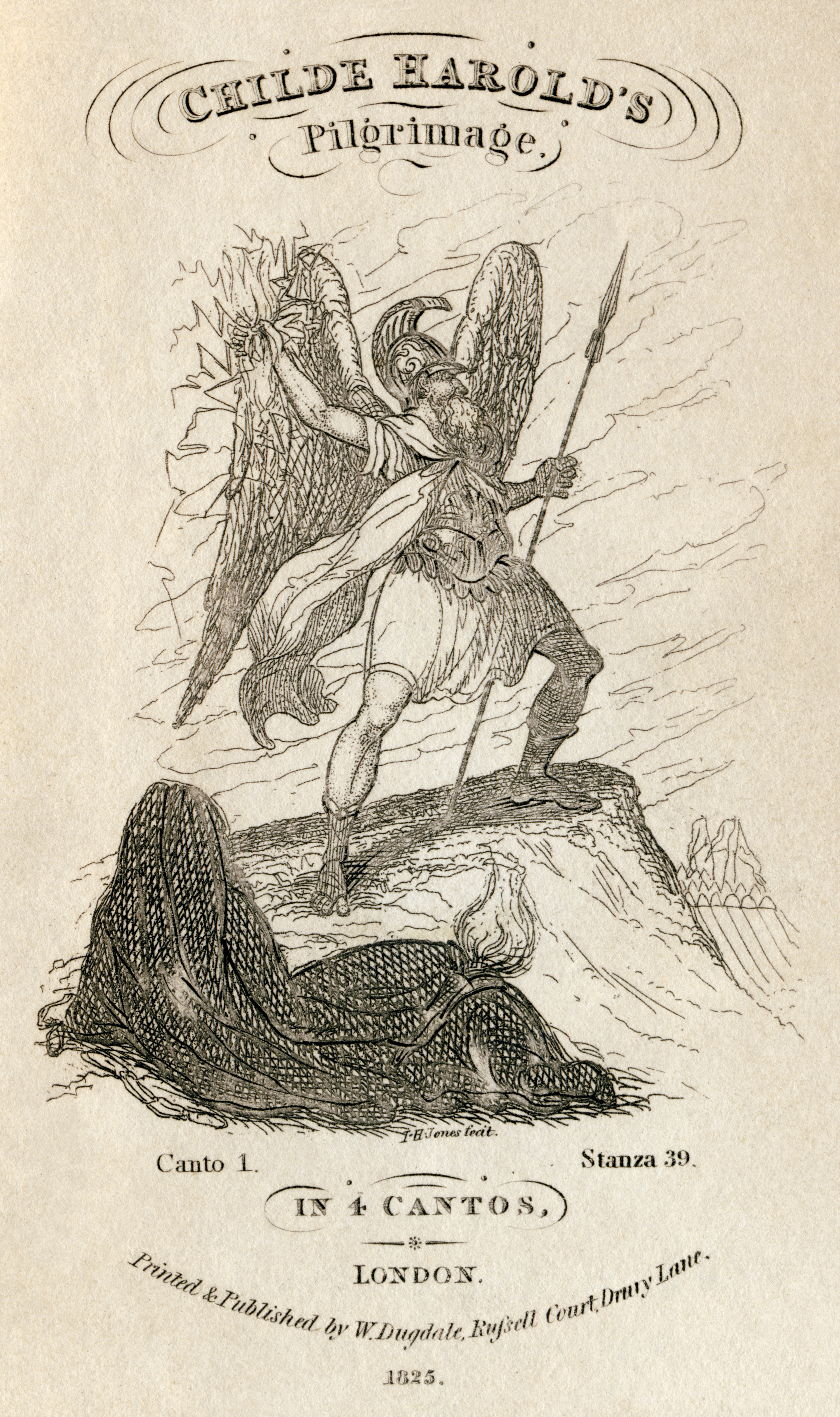
Frontispis vydání z roku 1825

Childe Haroldova pouť je volně komponovaná lyricko-epická skladba s typickým romantickým motivem osamělého poutníka. Byron na ní začal pracovat roku 1809, když byl hostem Aliho Paši v Janině, a v práci pokračoval za svého pobytu v Athénách. Roku 1811 po návratu do vlasti dokončil první dva zpěvy eposu a vydal je v březnu roku 1812. Vydání vyvolalo senzaci a Byron se stal rázem proslulým básníkem.
Třetí zpěv ovlivněný básníkovou hlubokou citovou krizí po rozvratu manželství dokončil Byron roku 1816 za svého pobytu ve Švýcarsku, kde byl na návštěvě u básníka Shelleyho a jeho ženy Mary, a vydal jej v témže roce. Lyrický hrdina v něm postupně ztrácí svou funkci a mizí, jak je stále obtížnější rozlišit hlavního hrdinu a autora. Childe Harold vyjadřuje básníkovy vlastní názory a stává se výrazem jeho samého.
Poslední čtvrtý zpěv byl dopsán na počátku roku 1818 v Benátkách a tohoto roku také vydán. Ze zpěvu vane duch zápasu za svobodu národů a hluboký pohled na jejich dějiny. Básník tak ve zpěvu vytvořil nový přístup ke skutečnosti jako konfrontaci historie, mýtu a současností, který je charakteristický pro jeho další tvorbu.
Dílo bylo původně koncipováno jako ironicky laděná parodie na módu rytířské kultury, typickou pro anglický sentimentalismus poloviny 18. století, postupně však získalo rysy subjektivního básnického cestopisu. Především první dva zpěvy mají formu jakéhosi cestovního deníku, plného obdivu ke kráse přírodních scenerií a k památným místům historie. Jejich tématem je únik lyrického hrdiny z prozaické reality do prostředí iluzorní individuální svobody, která je však neustále korigována realitou společenského bezpráví a útlaku. Tento deník však v dalších zpěvech přerůstá ve vášnivý projev svobodomyslného ducha vyjádřený řetězci reflexi spojených tematickým hlediskem.
Celý epos je (kromě písňových vložek) napsán v náročných devítiveršových spenserovských strofách se schématem rýmů „ababbcbcc“, na jejichž základě Byron vytvořil bohatou škálu pateticky důstojných i lehce humorných veršů a každou strofu vypointoval epigramaticky vyhroceným dvojverším.

## Obsah eposu
Epos se skládá ze čtyř zpěvů a je uveden mottem převzatým z románu Světoobčan (1750, Le Cosmopolite) od Louise-Charlese Fougeret de Monbrona: „Nenáviděl jsem svou vlast. Avšak strasti, jež jsem zakusil u různých národů, kde jsem žil, mně s ní smířily“. Hlavním hrdinou eposu je mladý anglický šlechtic Childe Harold (Childe je středověké označení pro syna šlechtice, který ještě nedosáhl titulu rytíře, tj. pro panoše), který prchá ze své vlasti, aby v cizině došel poklidu mysli. Na své pouti po Evropě navštíví řadu míst významných pro antickou i moderní kulturu, popisuje navštívené země, jejich obyvatele, přírodní scenérie, města, památná místa, umělecká díla i architektonické památky. Tento popis pak básník doplňuje vlastními úvahami o historii i současnosti těchto zemí a také obsažnými poznámkami zeměpisného, národopisného, historického a politického charakteru.

### První zpěv
Childe Harold opouští dobrovolně svou vlast, která je podle něho plná šedi, bezpráví a nudy. Tajně odchází z domova a pluje do Portugalska obsazeného anglickým vojskem a vyjadřuje soucit s ubohým stavem tamějšího lidu. Pak navštíví Španělsko zmítané partyzánským bojem proti Napoleonovi a vzpomíná na zbytečné boje Španělska s Anglií. Všímá si rozporů mezi rozmařilostí boháčů a těžkou prací venkovanů a rovněž poukazuje na surovost býčích zápasů.

### Druhý zpěv

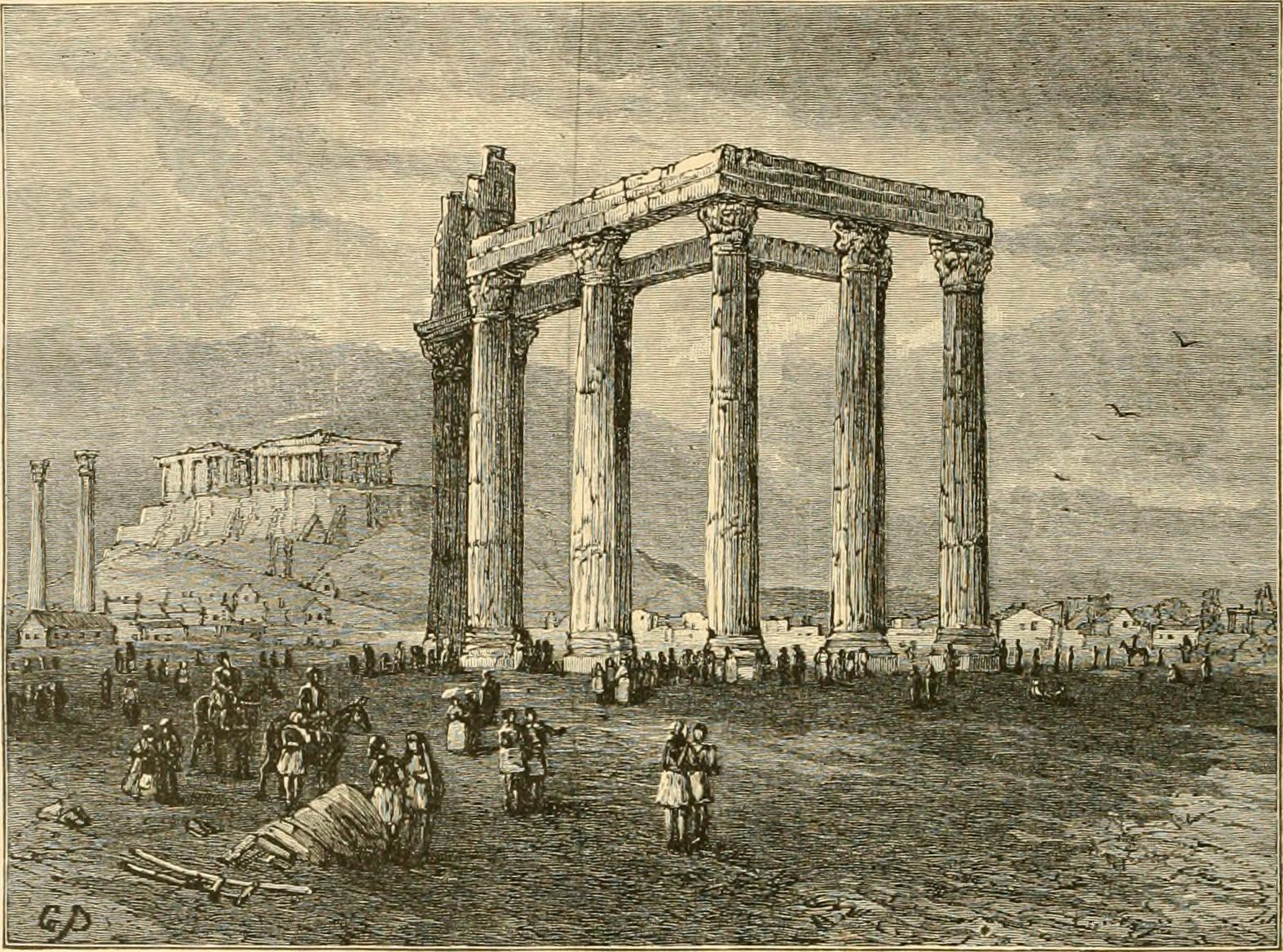
Akropolis, ilustrace Ludviga S. Ipsenze roku 1886

Childe Harold pokračuje ve své cestě přes tehdy poměrně neznámou Albánii do Řecka, kterým je přímo ohromen. Srovnává jeho slavnou antickou minulost s jeho současným stavem pod nadvládou Turecka. Vyjadřuje svou lítost nad ochuzením Řecka o jeho staré umělecké památky, které byly ze země odneseny především Benátčany a Turky. Vzpomíná na vybájené i skutečné postavy řecké minulosti a popisuje život lidu v nové době. Jeho putování pak končí v Istanbulu.

### Třetí zpěv
Childe Harold navštíví Brusel, pak místo konání bitvy u Waterloo, které nazývá „hrobem Francie“, a nakonec Ardenský les známý z Caesarových galských válek. Pak následuje jeho cesta údolím Rýna do Alp, obdivuje přírodní krásy Švýcarska a u Ženevského jezera vzpomíná nadšenými verši na Rousseaua. Rovněž opěvuje svou dceru Adu. Ve zpěvu se objevuje celá řada autorových básnických reflexí.

### Čtvrtý zpěv

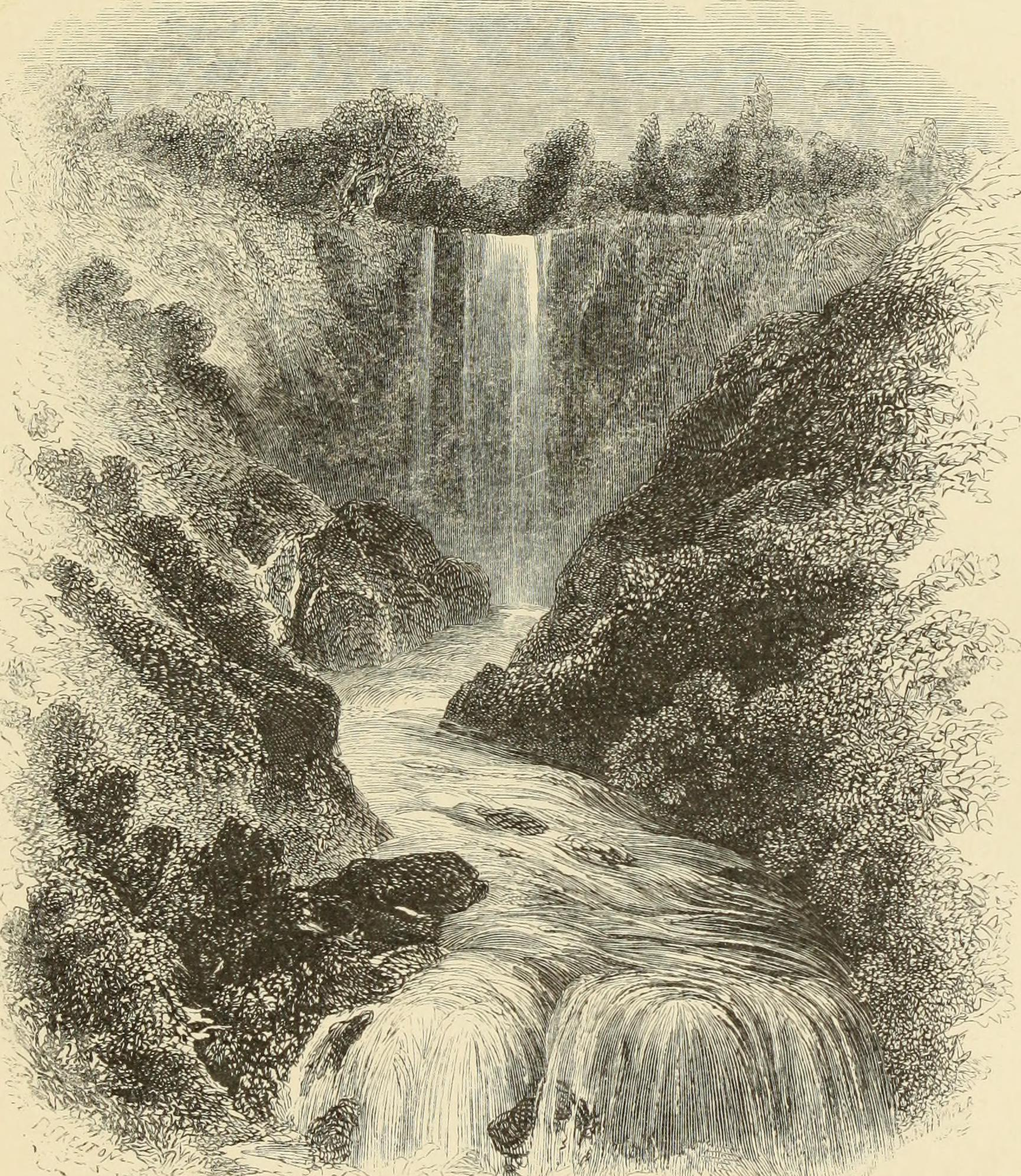
Vodopád u města Terni, ilustrace Percivala Skeltona z roku 1869

Childe Harold se vydává do Itálie, kde obdivuje její umění. Autor se však od Haroldovy postavy odpoutává a jeho reflexe tvoří spojnici mezi antickou a renesanční minulostí a jeho dobou. Zpěv začíná symbolicky v Benátkách na Mostě vzdechů, kde je na jedné straně Dóžecí palác a na druhé straně vězení. Pak navštíví Petrarcův hrob v Arque, ve Ferraře připomíná Tassa a Ariosta a přes Florencii, Umbrii a Apeniny dorazí do Říma. Svou pouť Childe Harold zakončuje na pustém italském pobřeží, kde zůstává, protože je tu neposkvrněná příroda.
Mně rozkoší jest neproniklý les
a v slastném nadšení se tovaryší
má duše s osamělým břehem kdes,
kde z hloubi moře hudbu věčna slyší!
Mám lásku k lidem, k přírodě však vyšší.

### Literatura

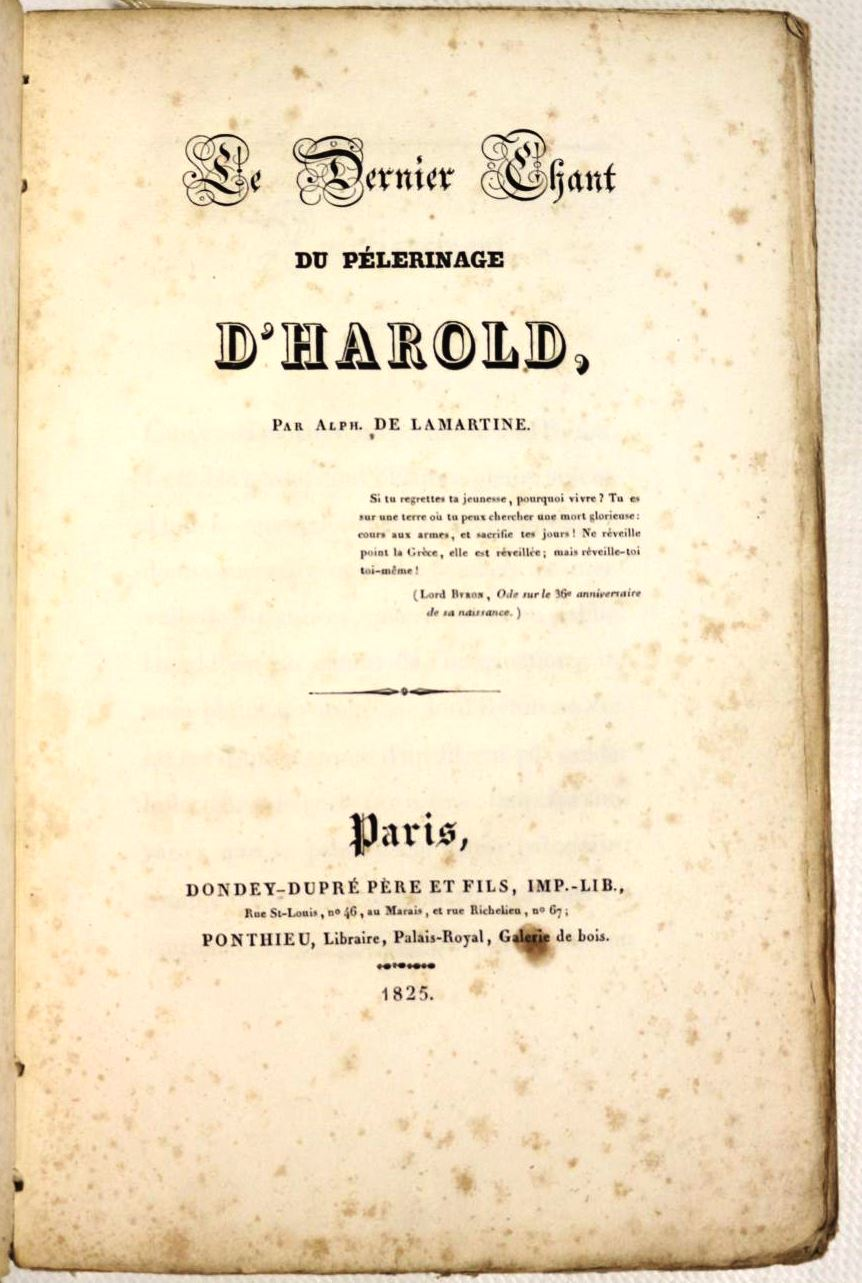
Titulní list Posledního zpěvu Childe Haroldovy pouti od Alphonsa de Lamartina

## Ohlasy eposu v umění

### Hudba
Childe Haroldovou poutí se inspiroval francouzský skladatel Hector Berlioz ve své čtyřvěté symfonii pro sólovou violu Harold v Itálii (Harold en Italie, Symphonie en quatre parties avec un alto principal z roku 1834.
Vliv Byronova eposu je rovněž znát v souboru tří suit pro sólový klavír Léta putování (1837–1849, Années de pèlerinage) maďarského skladatele Franze Liszta, zejména v částech týkajících se Švýcarska (skladby byly primárně inspirované Goethovým románem Viléma Meistera léta tovaryšská).
Kromě toho byly také zhudebněny doprovodné písně z eposu, například Ludwigem van Beethovenem nebo Charlesem Gounodem.

### Malířství
Velkým obdivovatelem Byronovy poezie byl anglický malíř William Turner, který na námět scén z Childe Haroldovy poutě vytvořil několik obrazů, například The Field of Waterloo (1818). Childe Harold’s Pilgrimage – Italy (1823) nebo View of Ehrenbreitstein (1835).
Byronův epos byl také inspirací pro anglického malíře Thomase Brabazona Aylmera a pro sérii pěti obrazů The Course of Empire (1833–1836) amerického malíře Thomase Coleho.

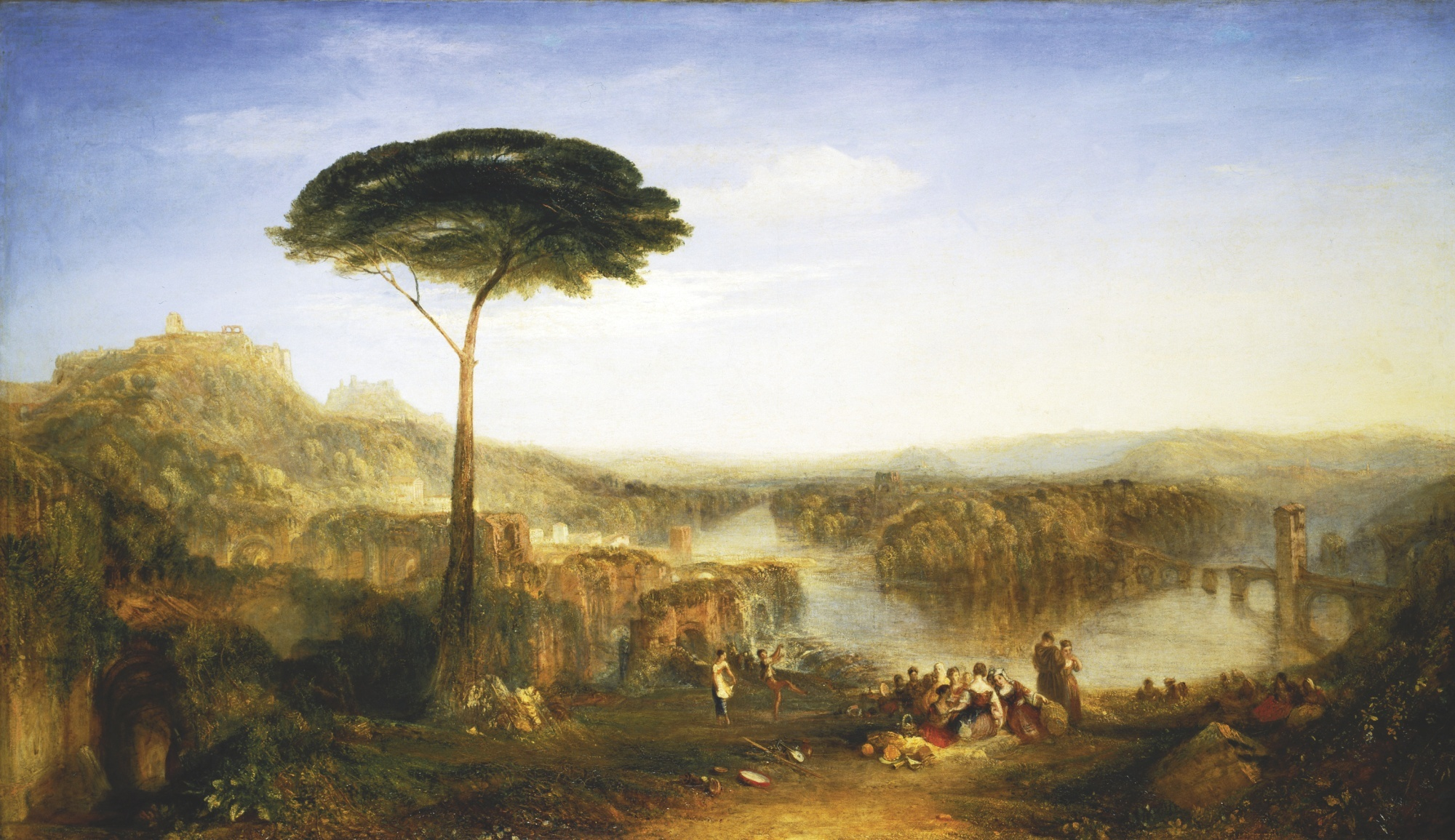
William Turner: Childe Harold’s Pilgrimage – Italy (1823)
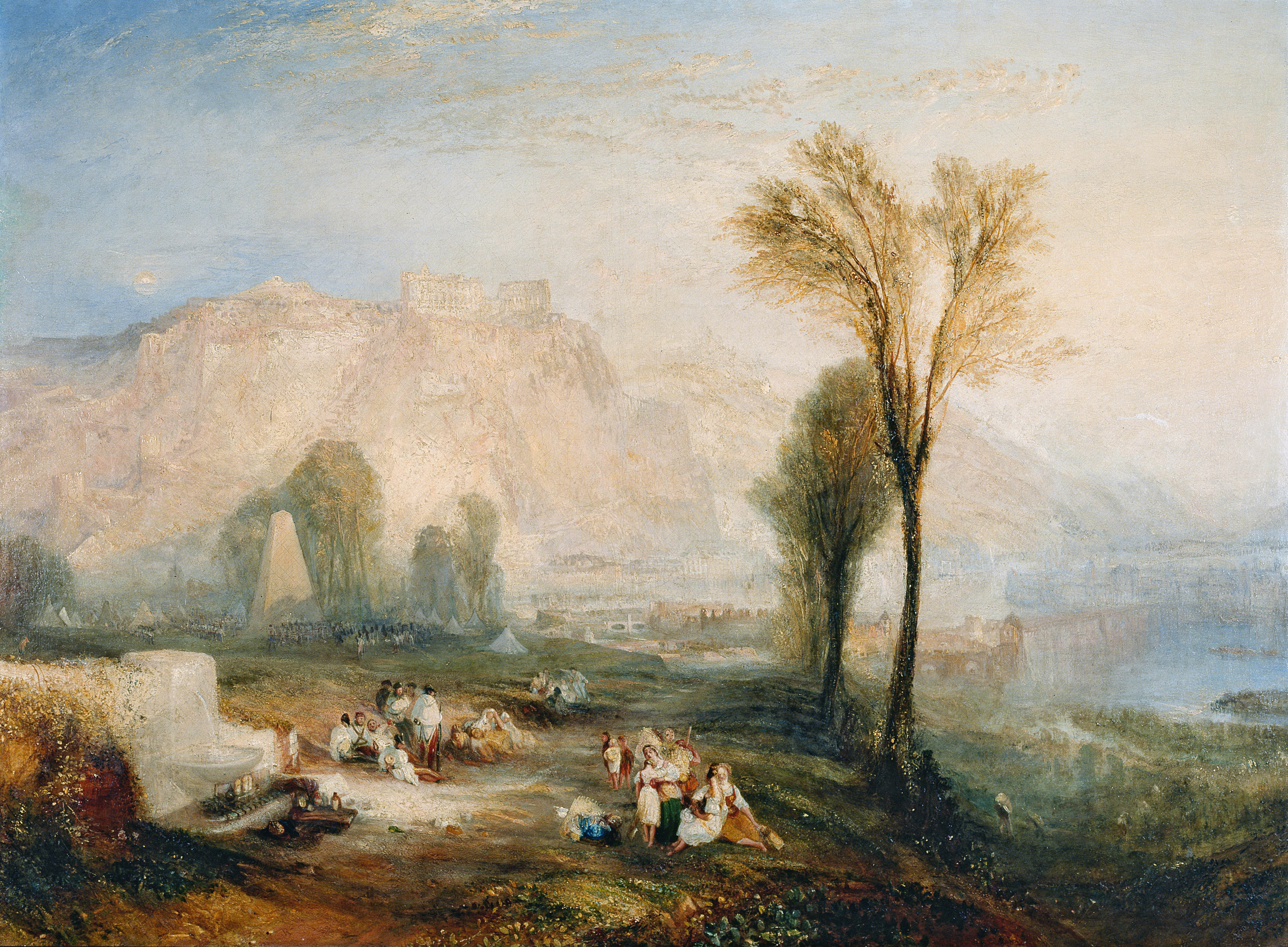
William Turner: View of Ehrenbreitstein (1835)
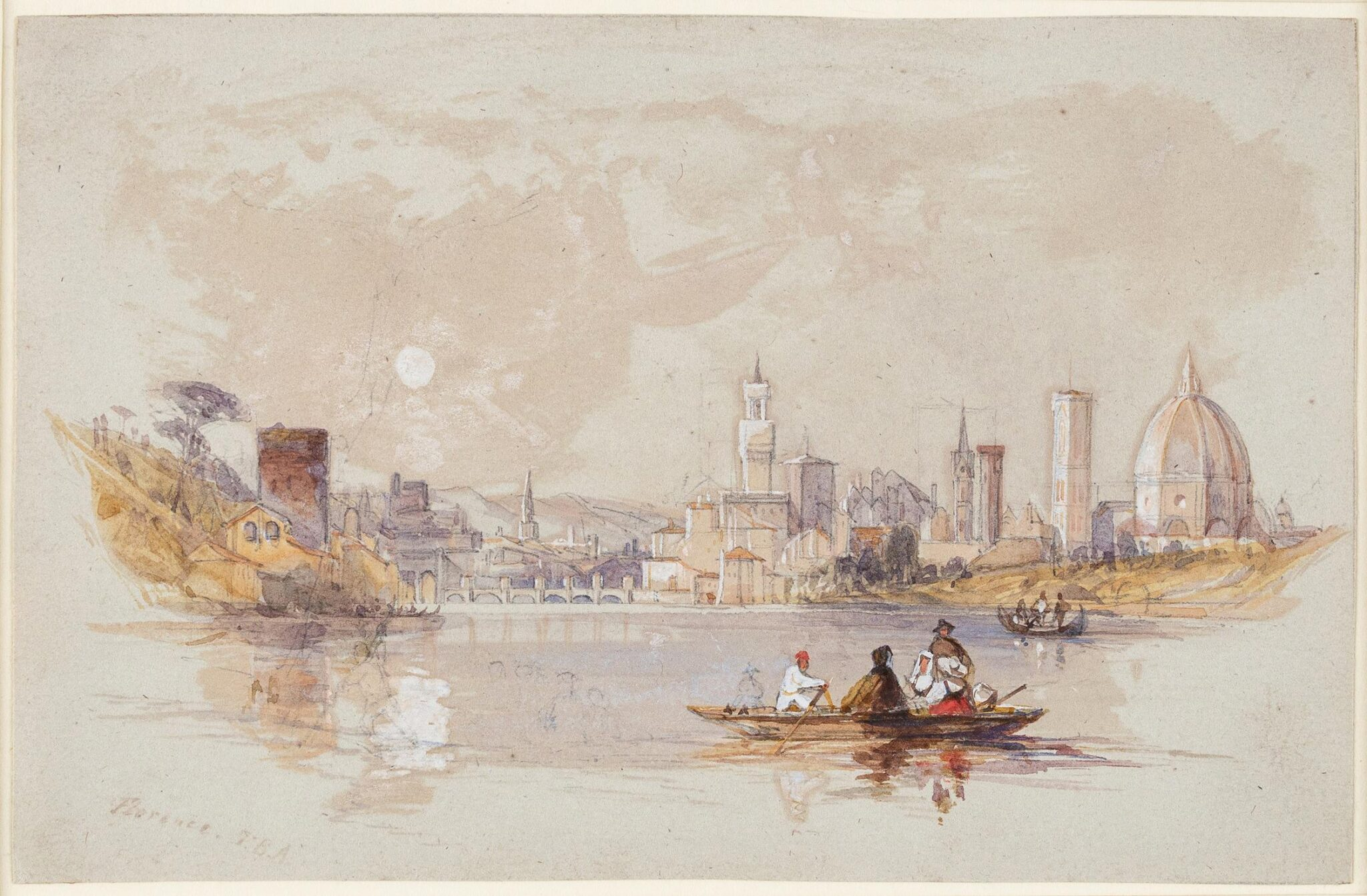
Thomas Aylmer: Florence from the Arno (1833)
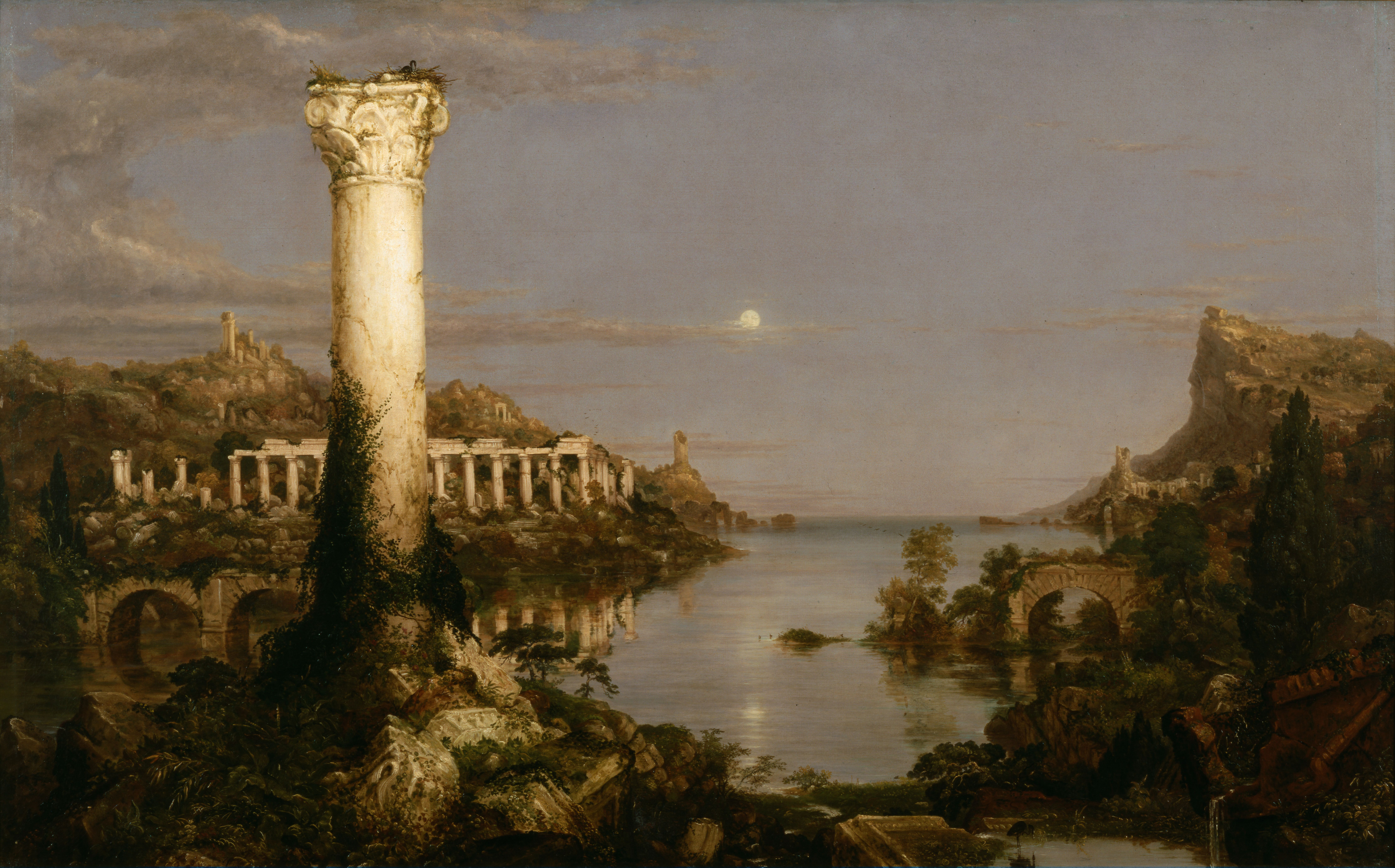
Thomas Cole: The Course of Empire – Desolation (1836)

## Česká vydání
- Childe-Haroldova pouť. 1. vydání. Praha: Jan Otto 1890, přeložila Eliška Krásnohorská.
- Childe-Haroldova pouť. 2. opravené vydání. Praha: Jan Otto 1918, přeložila Eliška Krásnohorská.